# Lineare IgA-Dermatose
Die Lineare IgA-Dermatose (auch IgA-Pemphigoid) ist eine seltene blasenbildende Autoimmunerkrankung, die vor allem Kinder und ältere Menschen betrifft. Sie gehört als Pemphigoid-Erkrankung den blasenbildenden Autoimmundermatosen an. Die Erkrankung manifestiert sich typischerweise mit perlenschnurartig angeordneten Blasen am Rumpf sowie Armen und Beinen. Differenzialdiagnostisch können das bullösem Pemphigoid und die Dermatitis herpetiformis Duhring in Erwägung gezogen werden. Ferner ist sie mit weiteren internistischen Krankheitsbildern (u. a. Morbus Crohn und Colitis ulcerosa) assoziiert. Therapeutisch wird u. a. Dapson eingesetzt.